# Théodore Fraenkel
Pour les articles homonymes, voir Fraenkel.
Théodore Fraenkel est un écrivain et médecin français, né le 21 avril 1896 à Paris 14e, ville où il est mort le 25 janvier 1964 dans le 10e arrondissement. 
Dadaïste puis surréaliste de 1918 à 1932, il fut un ami d'André Breton.

## Biographie
Né de parents russes d'Odessa émigrés à Paris en 1890, Théodore Fraenkel obtient la nationalité française en 1904. En 1907, il entre au collège Chaptal et rencontre André Breton. Élèves dans la même classe en 1910, partageant la même passion pour la poésie, ils fondent un éphémère Club des Sophistes. Après le baccalauréat, Fraenkel entre en classe préparatoire au PCN (pour Physique, Chimie et sciences Naturelles). Autant par amitié que par défi envers ses parents, Breton le suit à la Faculté de médecine.
En 1915, après avoir fait ses classes à Landerneau (Finistère), Fraenkel est envoyé à Nantes, en octobre, dans la 22e section d'infirmiers militaires. Il y retrouve Breton et fait la connaissance d'un soldat en convalescence Jacques Vaché. Ce dernier prend Fraenkel pour modèle de son personnage Théodore Letzinski dans sa nouvelle Le Sanglant symbole : « Il était de ceux dont on dit : il ira loin. Son profil slave et sa parole imprégnée du charme de même marque étaient bien connus dans les milieux de la Pensée Libre. »
Promu médecin auxiliaire, Fraenkel est envoyé à Chaumont, puis en forêt d'Argonne. De retour à Paris, au début de l'année 1917, il envoie à Pierre Albert-Birot un poème qu'il signe Jean Cocteau, Restaurant de nuit, qui paraît dans la revue SIC : en acrostiche, on peut lire Pauvre Birot.
Début juillet, il est envoyé à Odessa avec une mission militaire chirurgicale. La Révolution d'Octobre écourte la mission. Revenu à Paris en mai 1918, Breton lui présente Louis Aragon. Mais Fraenkel est affecté au 77e régiment d'infanterie à Verdun, puis intégré aux troupes d'occupation de la Sarre, où il retrouve Aragon. Après sa démobilisation, il termine ses études de médecine et est nommé externe des hôpitaux.
Dès le début de l'année 1920, il participe aux manifestations parisiennes dada organisées par Louis Aragon, Breton, Paul Éluard, Francis Picabia, Philippe Soupault et Tristan Tzara. Il apparaît dans les pièces de Breton et Soupault, S'il vous plaît (Théâtre de l'Œuvre le 27 mars 1920) et Vous m'oublierez (Salle Gaveau le 26 mai 1920), dans la Première aventure céleste de M. Antipyrine et Le Cœur à gaz de Tzara (Studio des Champs-Élysées le 10 juin 1921).
En 1920, il détourne une photographie de journal où l'on voit un groupe d'hommes en redingote et haut-de-forme, chaussés de patins à glace, tirer un traîneau sur lequel on devine un cercueil recouvert de fleurs. Fraenkel ajoute, par collage, le titre La Mort du pape au pays du patinage et comme légende : « pas de séduction / pas de sourire / pas de jolies dents ».
À l'occasion de l'« excursion dada à l'église Saint-Julien-Le-Pauvre » (14 avril 1921), Fraenkel réalise un dessin dans lequel il représente Breton en pape. Au Salon Dada de 1921, il expose Procédé à fil, une sculpture composée d'une pelote de ficelle surmontée d'une éponge. Il collabore à la revue d'Éluard Proverbe et participe au « procès Barrès », dans le rôle de l'assesseur au président du tribunal, rôle tenu par Breton (13 mai 1921).
En 1922, il épouse Bianca Maklès, de famille juive roumaine, sœur aînée de Sylvia qui épousera Georges Bataille (puis Jacques Lacan), de Rose, qui épousera André Masson et enfin de Simone, qui épousera l'écrivain Jean Piel. Très belle et douée, Bianca Fraenkel est comédienne au théâtre de l'Atelier sous le pseudonyme de Lucienne Morand.
Sa présence aux côtés des dadaïste, n'aura d'égal que sa discrétion que Breton salue dans le « Manifeste du surréalisme » (1924) : « Voici T. Fraenkel qui nous fait signe de son ballon captif... ». Après la rupture survenue entre dadaïstes et surréalistes en 1923, Fraenkel retourne à la médecine générale. Il devient chef de laboratoire à l'hôpital Bretonneau à Paris (18e arrdt). Il habite au 3, rue Ordener, dans l'ancien appartement de Paul Éluard. En 1925, avec Antonin Artaud et Robert Desnos, il rédige la Lettre aux médecins-chefs des asiles de fou, publiée dans le troisième numéro de La Révolution surréaliste.
En 1931, Bianca Fraenkel trouve la mort à Carqueiranne (Var) en tombant d'une falaise (accident ou suicide ?).
En 1932, Fraenkel refuse de signer le tract Paillasse écrit par les surréalistes contre Louis Aragon. Il rompt alors toute relation avec Breton. En 1933, il se remarie avec Marguerite Ghita Luchaire, fille de l'écrivain Julien Luchaire et sœur de Jean Luchaire, collaborateur pendant l'occupation, qui sera fusillé à la Libération. En 1936, pendant la guerre d'Espagne, il rejoint les républicains espagnols. En 1943, il fait partie des Forces de la France libre en Angleterre puis, en février 1945, s'engage dans l'escadrille Normandie-Niémen basée en URSS, qu'il quitte à la fin de la guerre avec le grade de lieutenant-colonel.
Il est l'un des signataires du Manifeste des 121 sur le droit d'insoumission dans la guerre d'Algérie, paru le 6 septembre 1960.
Le poète Robert Desnos, dont il était l'ami intime, l'avait désigné comme son légataire universel.
Gravement hypertendu, il néglige de se soigner et meurt d'une hémorragie cérébrale à l'hôpital Lariboisière (il y a dirigé le laboratoire d'analyses). Il est enterré sans témoin dans la fosse commune du cimetière de Thiais (Val-de-Marne), selon ses vœux.
La plupart des lettres adressées à Breton, entre 1911 et 1922, ont disparu.